# Margie Velma Barfield
Pour l’article homonyme, voir Barfield.
Margie Velma Barfield née Margie Velma Bullard le 29 octobre 1932 à Eastover en Caroline du Nord aux États-Unis et morte le 2 novembre 1984, était une tueuse en série reconnue coupable de cinq meurtres. Elle a été la première femme aux États-Unis à être exécutée après la reprise en 1977 de la peine capitale et la première depuis 1962. Elle a également été la première femme à être exécutée par injection létale.

## Biographie et meurtres
Velma Barfield est née dans une région rurale en Caroline du Nord, mais a grandi près de Fayetteville, Caroline du Nord. Son père aurait été abusif et elle en voulait à sa mère qui n'avait pas empêché les coups. Elle s'est échappée en épousant Thomas Burke en 1949. Le couple avait deux enfants et aurait été heureux jusqu'à ce que Barfield subisse une hystérectomie et développe des maux de dos. Ces événements ont conduit à un changement de comportement de Barfield et une éventuelle toxicomanie.
Thomas Burke a commencé à boire et les plaintes de Barfield se sont transformées en disputes amères. En avril 1969, après que Burke se fut évanoui, Barfield et les enfants ont quitté la maison. De retour un peu plus tard, ils ont trouvé la maison en train de brûler et Burke mort,. Seulement quelques mois plus tard, sa maison a brûlé une fois encore, cette fois avec une récompense de l'argent des assurances.
En 1970, Barfield a épousé un veuf, Jennings Barfield. Moins d'un an après leur mariage, Jennings est mort de complications cardiaques, laissant Velma veuve à nouveau.
En 1974, la mère de Barfield, Lillian Bullard, présentait des symptômes de diarrhée, vomissements et des nausées intenses, pour se remettre complètement quelques jours plus tard. Pendant la période de Noël de la même année, Lillian connut la même maladie, entraînant sa mort quelques heures seulement après son arrivée à l'hôpital.
En 1976, Barfield a commencé à donner les soins aux personnes âgées, travaillant pour Montgomery et Dollie Edwards. Durant l'hiver de cette année, Montgomery tomba malade et mourut. Un peu plus d'un mois après la mort de son mari, Dollie éprouva des symptômes identiques à ceux de la mère de Velma et elle aussi en mourut, une mort à propos de laquelle Barfield se confessera plus tard.
L'année suivante, en 1977, Barfield prit un autre emploi de gardiennage, cette fois pour Record Lee, âgée de 76 ans, qui s'était cassé la jambe. Le 4 juin 1977, le mari de Lee, John Henry, a commencé à éprouver des douleurs dans l'estomac et la poitrine avec des vomissements et de la diarrhée. Il mourut peu après et Barfield a plus tard avoué son assassinat.
Une autre victime fut Stuart Taylor, le petit ami de Barfield et un parent de Dollie Edwards. Craignant qu'il ne découvre qu'elle avait fait des chèques sur son compte au nom de son petit ami, elle mêla alors du raticide à base d'arsenic à sa bière et son thé. Il est décédé le 3 février 1978, alors qu'elle tentait de faire l'«infirmière» pour que la santé lui revienne. Une autopsie a révélé de l'arsenic dans le corps de Taylor. Après son arrestation, le corps de Jennings Barfield a été exhumé et il y fut trouvé des traces d'arsenic. Un assassinat que Barfield a nié avoir commis. Elle a ensuite avoué l'assassinat de Lillian Bullard. Chanteur-compositeur-interprète, Jonathan Byrd est le petit-fils de Jennings Barfield et sa première épouse. La chanson de Byrd, « Velma », de son album Les fleurs sauvages donne un compte personnel sur les meurtres et les enquêtes.

## Prison et exécution
Durant son séjour dans le couloir de la mort, Barfield devint une fervente chrétienne née de nouveau. Alors qu'elle avait été une fervente pratiquante toute sa vie et avait souvent assisté aux réveils détenus par Rex Humbard et autres évangélistes, elle dit plus tard qu'elle avait seulement joué à être une chrétienne.
Ses dernières années ont été consacrées au ministère auprès des prisonniers, pour lequel elle a reçu les éloges de Billy Graham. L'implication de Barfield dans le ministère chrétien a été étendue au point que des efforts ont été faits pour obtenir une commutation en emprisonnement à vie. Après qu'une cour d'appel fédérale a rejeté son appel, Barfield dit à ses avocats d'abandonner le projet de faire appel à la Cour suprême. Barfield a été exécutée le 2 novembre 1984 à la prison centrale de Raleigh, en Caroline du Nord. Elle a publié une déclaration avant l'exécution, en déclarant « Je sais que tout le monde est passé par beaucoup de douleur, toutes les familles sont connectées, et je suis désolée, et je tiens à remercier tous ceux qui m'ont soutenue durant ces six ans ». Barfield refusa un dernier repas, et eut un sac de Doodles Cheez et une canette de Coca Cola. Barfield portait un pyjama rose et une couche-culotte adulte lorsqu'elle a été mise à mort.
L'exécution de Barfield a soulevé certaines controverses politiques lorsque le gouverneur Jim Hunt a fait face à Jesse Helms lors d'un combat politique pour son siège au Sénat (que Hunt perdit), lorsque Hunt a rejeté la demande de clémence à Barfield,.
Barfield a été enterrée dans un petit cimetière rural en Caroline du Nord, près de son premier mari, Thomas Burke.